# Rosno Cup 2004
Der Rosno Cup 2004 wurde vom 16. bis 18. Dezember 2004 in Moskau ausgetragen.
Das Turnier war Teil der Euro-Hockey-Tour-Saison 2004/05. Sieger des Turniers wurde die gastgebende russische Nationalmannschaft.

## Spiele
| 16. Dezember 2004 15:00 Uhr | Tschechien Aleš Hemský (4:30) Pavel Rosa (9:15) Josef Vašíček (44:00) | 4:3 n. P. (2:1, 0:0, 1:2, 0:0, 3:2) Spielbericht | Schweden Lars Jonsson (6:53) Sanny Lindström (46:21) Christian Berglund (47:15) | Sportpalast Luschniki, Moskau Zuschauer: 0800 |

| 16. Dezember 2004 19:00 Uhr | Russland Ilja Kowaltschuk (3:16) Fjodor Tjutin (38:56) | 2:1 (1:1, 1:0, 0:0) Spielbericht | Finnland Ville Peltonen (6:58) | Sportpalast Luschniki, Moskau Zuschauer: 4.500 |

| 18. Dezember 2004 13:00 Uhr | Russland Alexander Popow (8:47) Witali Wischnewski (36:41) Alexander Sjomin (56:50) Alexei Kowaljow (57:27) | 4:1 (2:0, 1:0, 1:1) Spielbericht | Schweden Jonathan Hedström (5:48) | Sportpalast Luschniki, Moskau Zuschauer: 7.600 |

| 18. Dezember 2004 17:00 Uhr | Finnland Olli Jokinen (2:57) Jussi Jokinen (52:17, 53:22) Olli Jokinen (58:56, 60:51) | 5:4 n. V. (1:2, 0:2, 3:0, 1:0) Spielbericht | Tschechien Josef Vašíček (9:15) Václav Nedorost (17:09) Tomáš Divíšek (33:30) Jaroslav Hlinka (36:59) | Sportpalast Luschniki, Moskau Zuschauer: 1.600 |

| 19. Dezember 2004 13:00 Uhr | Russland Alexander Popow (37:42) | 1:0 (0:0, 1:0, 0:0) Spielbericht | Tschechien | Sportpalast Luschniki, Moskau Zuschauer: 8.500 |

| 19. Dezember 2004 17:00 Uhr | Finnland Tony Salmelainen (4:39, 48:36) Janne Niinimaa (59:52) | 3:0 (1:0, 0:0, 2:0) Spielbericht | Schweden | Sportpalast Luschniki, Moskau Zuschauer: 3.200 |

## Abschlusstabelle
| Platz | Mannschaft | Spiele | S | S (OT) | N (OT) | N | T    | P |
| ----- | ---------- | ------ | - | ------ | ------ | - | ---- | - |
|       | Russland   | 3      | 3 | 0      | 0      | 0 | 7:2  | 9 |
|       | Finnland   | 3      | 1 | 1      | 0      | 1 | 9:6  | 5 |
|       | Tschechien | 3      | 0 | 1      | 1      | 1 | 8:9  | 3 |
| 4.    | Schweden   | 3      | 0 | 0      | 1      | 2 | 4:11 | 1 |